# Бонате-Сотто
Бонате-Сотто (итал. Bonate Sotto) — коммуна в Италии, располагается в регионе Ломбардия, подчиняется административному центру Бергамо.
Население составляет 6010 человек, плотность населения составляет 903 чел./км². Занимает площадь 6 км². Почтовый индекс — 24040. Телефонный код — 035.
Покровителем населённого пункта считается Святой Себастьян. Праздник ежегодно празднуется 20 января.
Соседние коммуны: Дальмине, Мадоне, Филаго, Бонате-Сопра, Тревиоло.